# 满蟹蛛
满蟹蛛（学名：Thomisus onustus）为蟹蛛科蟹蛛属的动物。分布于古北区以及中国大陆的吉林、内蒙古、甘肃、新疆、河北、山西、河南、四川、湖北、浙江、广东等地，常见于草丛以及农田。